# Isabelle Wallace
Isabelle Wallace (7 de septiembre de 1996, Inverness, Escocia) es una jugadora de tenis de nacionalidad australiana, apodada Izzy.
Wallace ha ganado 6 títulos de individuales y 2 títulos de dobles en el circuito ITF. El 15 de enero de 2018, alcanzó su mejor ranking individual el cual fue la número 243 del mundo. El 13 de noviembre de 2017, alcanzó el puesto número 326 del mundo en el ranking de dobles.
Izzy hizo su debut en Grand Slam en el Torneo de Roland Garros 2018 al recibir un wildcard para el cuadro principal, perdiendo en primera ronda frente Alison Van Uytvanck por 6-1, 6-0.

## Títulos ITF

### Individual (6)
| Leyenda             |
| ------------------- |
| Torneos de $100,000 |
| Torneos de $80,000  |
| Torneos de $60,000  |
| Torneos de $25,000  |
| Torneos de $15,000  |
| Torneos de $10,000  |

| Títulos por superficie |
| ---------------------- |
| Dura (0)               |
| Arcilla (6)            |
| Hierba (0–0)           |
| Carpet (0–0)           |

| N.º | Fecha                   | Torneo                      | Superficie | Oponentes               | Resultado   |
| --- | ----------------------- | --------------------------- | ---------- | ----------------------- | ----------- |
| 1.  | 4 de diciembre de 2016  | Castellón, España           | Arcilla    | Andrea Gámiz            | 6-2 6-1     |
| 2.  | 12 de febrero de 2017   | Manacor, España             | Arcilla    | María Teresa Torró Flor | 6-3 7-6(5)  |
| 3.  | 4 de marzo de 2017      | Mallorca, España            | Arcilla    | Katharina Hobgarski     | 7-6(4) 6-0  |
| 4.  | 13 de agosto de 2017    | Koksijde, Bélgica           | Arcilla    | Bibiane Schoofs         | 4-6 6-4 6-3 |
| 5.  | 21 de octubre de 2017   | Ribarroja del Turia, España | Arcilla    | Rebeka Masarova         | 6-3 6-3     |
| 6.  | 10 de diciembre de 2017 | Nules, España               | Arcilla    | Tessah Andrianjafitrimo | 6-1 4-6 6-3 |

### Dobles (2)
| Leyenda             |
| ------------------- |
| Torneos de $100,000 |
| Torneos de $80,000  |
| Torneos de $60,000  |
| Torneos de $25,000  |
| Torneos de $15,000  |
| Torneos de $10,000  |

| Títulos por superficie |
| ---------------------- |
| Dura (1)               |
| Arcilla (1)            |
| hierba (0–0)           |
| Carpet (0–0)           |

| N.º | Fecha               | Torneos         | Superficie | Pareja             | Oponentes                                     | Resultado |
| --- | ------------------- | --------------- | ---------- | ------------------ | --------------------------------------------- | --------- |
| 1.  | 27 de marzo de 2016 | Hammamet, Túnez | Arcilla    | Julia Grabher      | Claudia Giovine Snehadevi Reddy               | 6-1, 6-3  |
| 2.  | 6 de agosto de 2016 | Madrid, España  | Dura       | Ángela Fita Boluda | Arabela Fernández Rabener Ana Román Domínguez | 6-1, 6-1  |